# Bóng rổ đường phố

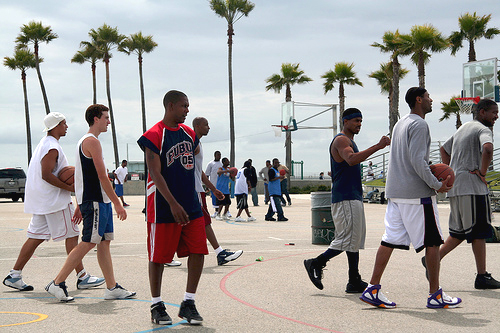
Ảnh chụp các cầu thủ bóng rổ đường phố tại sân Bãi biển Venice, bang California, Hoa Kỳ.

Bóng rổ đường phố (tiếng Anh: streetball) là một biến thể của bộ môn bóng rổ, đặc trưng là thi đấu ở sân ngoài trời và đáng kể nhất là cơ cấu tổ chức và việc bắt buộc tuân theo luật chơi kém nghiêm ngặt hơn. Cũng giống như vậy, hình thức của nó dẫn đến việc cho phép các cầu thủ công khai thể hiện các kỹ năng cá nhân của riêng mình. Thuật ngữ "streetball" trong tiếng Anh còn có thể chỉ đến các môn thể thao đường phố khác được chơi trên mặt đường nhựa.